# Приско, Джузеппе
Джузеппе Приско (итал. Giuseppe Prisco) или Пеппино Приско (итал. Peppino Prisco) (10 декабря 1921 — 12 декабря 2001) — итальянский адвокат и спортивный деятель. Вице-президент миланского «Интера».

## Биография
Джузеппе Приско родился 10 декабря 1921 года в Милане. В возрасте 18 лет пошел в армию. В звании лейтенанта батальона L’Aquila 9-го альпийского полка дивизии «Джулия», в 1941—1943 годах участвовал в военной кампании итальянских войск в СССР. Приско был один из трех выживших, и вернувшихся в Италию, офицеров своего полка. За проявленную в боях храбрость и героизм он был удостоен серебряной медали «За воинскую доблесть». После окончания войны занялся адвокатской деятельностью. Будучи одним из самых известных адвокатов по уголовным делам, Приско в течение многих лет являлся президентом Ассоциации адвокатов Милана. C 1980 по 1982 год, являлся президентом банка «Амбросиано». C 1963 года, и до самой смерти являлся вице-президентом миланского «Интера», с которым выиграл: 6 чемпионатов Италии; 2 кубка европейских чемпионов, 2 Межконтинентальных Кубка , 3 Кубка УЕФА , 2 итальянских Кубка и Суперкубка Италии. Среди своих любимых игроков Пеппино Приско особо выделял двух самых любимых Джузеппе Меаццу и Роналдо, о последнем он говорил: Да простят меня мои родители, но между их картинами у меня висит портрет Роналдо.
Будучи вице-президентом итальянского футбольного гранда, за постоянную иронию и сарказм над соперниками, был весьма популярен среди болельщиков и журналистов.
Умер от сердечного приступа 12 декабря 2001 года, спустя два дня после своего восьмидесятого дня рождения. На следующий день после смерти, в соборе Санта-Мария-делле-Грацие, прошла траурная панихида Пеппино Приско. Попрощаться с покойным пришли тысячи людей, среди которых были команда и руководство «Интера». Болельщики, провожая своего легендарного вице-президента в последний путь, пели его любимую песню. Похоронен был Пеппино Приско на кладбище городка Арчизате.

## Семья
- Жена — Мария Ирен
  - Сын — Луиджи Приско
  - Дочь — Анна Мария Приско

## Память
Уругвайский футболист «Интера» Альваро Рекоба, в течение 2002 года, посвятил ряд забитых им голов покойному вице-президенту. 15  октября 2002 года, на специальной пресс-конференции была презентована, посвященная Приско, песня Существует только «Интер»(C'è solo l’Inter), ставшая гимном итальянского гранда. Исполнил гимн Грациано Романи, в текст песни вошли слова Серия А в нашем ДНК, сказанные Джузеппе Приско. В память о нём в 2003 году, была учреждена ежегодная национальная — премия  Джузеппе Приско, вручаемая за честность и справедливость в спорте. В 2005 году, честь Пеппино Приско, в городе Арчизате, был переименован центральный стадион. В 2004 году, в честь Приско, «Интером» организован ежегодный футбольный турнир для детей до 11 лет
10 декабря 2011, в день девяностолетия легендарного вице-президента, была презентована биографическая книга о нём. На следующий день, на стадионе имени Джузеппе Меацци, перед началом с «Фиорентиной», болельщиками «Интера» было вывешено множество плакатов и баннеров посвященных Пеппино Приско, а на экране стадиона был показан фильм посвященный ему фильм.

## Известные высказывания
- об «Интере»

Серия А в нашем ДНК. Мы не покупаем титулы. И никогда не были в Серии Б
- о том, что главный клуб города Милан — «Интер»

В Милане есть две великие команды. Интер и примавера Интера
- о «Милане» и «Ювентусе»

После того как я пожимаю руку миланиста - я её мою, после рукопожатия с ювентини - я пересчитываю пальцы
- о «Ювентусе»

"Ювентус" - это болезнь, которую, к сожалению, многие носят с детства
Мне уже 80 лет и я очень надеюсь, что Бог - не Бьянконеро